# 안드로메다의 위기 (영화)
안드로메다의 위기(The Andromeda Strain)는 미국에서 제작된 로버트 와이즈 감독의 1971년 영화이다. 아더 힐 등이 주연으로 출연하였고 로버트 와이즈 등이 제작에 참여하였다.

## 출연

### 주연
- 아더 힐
- 데이비드 웨인

### 조연
- 제임스 올슨
- 케이트 레이드
- 폴라 켈리
- 라몬 비어리
- 커밋 머독
- 리처드 오브라이언
- 조지 밋첼

## 제작진
- 원작자: 마이클 크라이튼
- 미술: 보리스 레벤
- 의상: 헬렌 콜빅